# Draagraket

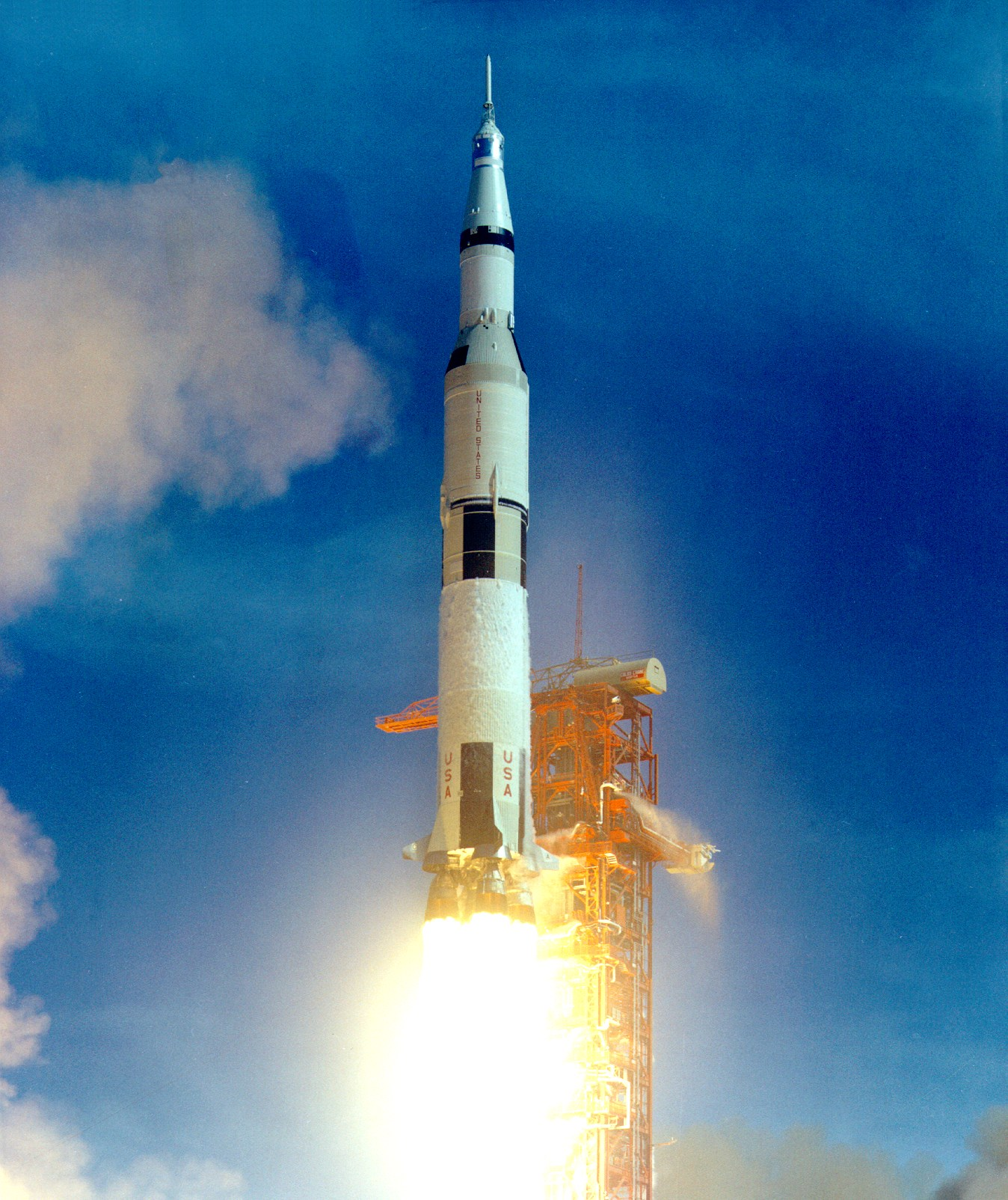
De lancering van een Apollo-missie, met een Saturnus V-draagraket.

Een draagraket is een raket die bedoeld is om een al dan niet bemande ruimtecapsule, kunstmaan of ruimtesonde (de zogeheten nuttige lading) te lanceren, bijvoorbeeld om ze in een baan om de aarde te brengen, en vervolgens losgekoppeld wordt. De raket zelf keert daarbij terug naar de aarde en verbrandt meestal in de atmosfeer. De term raket wordt ook wel gebruikt voor het geheel, inclusief nuttige lading. De term draagraket wordt gebruikt om duidelijk te refereren aan de raket exclusief de nuttige lading. 
De eenvoudigste draagraketten bestaan uit een enkele raket. Een draagraket met maar één rakettrap die vanaf een hemellichaam een nuttige lading in een baan om het hemellichaam brengt wordt aangeduid als single stage to orbit (ssto). Ze zijn vanaf de aarde nooit toegepast, maar bijvoorbeeld wel vanaf de Maan.
Het alternatief is een meertrapsraket. Hierbij is de eerste trap als het ware een draagraket met als nuttige lading een kleinere raket. Bij een tweetrapsraket is die kleinere raket een eentrapsraket, maar door dit  recursief toe te passen heeft  een drietrapsraket een eerste trap met als nuttige lading een tweetrapsraket, enzovoort.
De laatste rakettrap kan compleet met nuttige lading de baan om het hemellichaam gaan beschrijven, of de laatste rakettrap wordt afgestoten van de nuttige lading. Dit laatste zal gedaan worden als de laatste rakettrap geen nut meer heeft voor de nuttige lading, bijvoorbeeld omdat het corrigeren van de koers en de stand meer brandstof kost bij een grotere massa.
In het eenvoudigste geval wordt een rakettrap in werking gesteld na loskoppeling van de voorgaande trap. Er zijn echter varianten, zoals die waarbij de motoren van de eerste en tweede trap deels gelijktijdig functioneren. Dit was bijvoorbeeld het geval bij de Space Shuttle. De solid rocket boosters kunnen beschouwd worden als de eerste trap, en de orbiter met externe brandstoftank als tweede trap. Wegens het hergebruik van de orbiter werd alleen de brandstoftank na gebruik afgeworpen, niet de hoofdmotoren. Ook bij de Sojoezraket en andere afgeleiden van de R7 werken de eerste trap die uit vier aanhaakboosters bestaat en de centrale tweede trap gelijktijdig. De tweede trap blijft na het afwerpen van de eerste trap door gaan. Bij andere raketten worden de aanhaakboosters als trap-0 gezien. Bij de Falcon Heavy worden de aanhaakboosters en de centrale booster allen tot de eerste trap gerekend hoewel de centrale booster langer werkt.
Bij sommige raketten is de tussentrap open en wordt de motor van volgende trap al voor ontkoppeling gestart. Hierdoor wordt de brandstof in de tanks niet gewichtloos en blijft deze onder in de tanks bij de aansluiting van de brandstofleiding staan waardoor er geen problemen met de brandstoftoevoer aan de motoren ontstaan. Deze hot staging-techniek werd toegepast in de Amerikaanse Titan II en de meeste Russische draagraketten.
Door het gebruik van meerdere rakettrappen kan men efficiënter omgaan met de beschikbare middelen dan bij een eentrapsraket.
Sommige rakettypes zijn modulair opgebouwd zodat ze aan de missie kunnen worden aangepast. Het duidelijkste hedendaagse voorbeeld daarvan is de Atlas V waar optioneel tot vijf vastebrandstof hulpraketten aan gemonteerd kunnen worden, gekozen kan worden voor een een- of tweemotorige tweede trap, en er kan ook uit twee formaten neuskegel gekozen worden. Ook de toekomstige Vulcan- en OmegA-raketten zullen sterk modulair zijn opgebouwd.
Voorbeelden van draagraketten zijn de Sojoez (een Russische drietrapsraket), de Saturnus V (de Amerikaanse drietrapsraket die voor de vluchten naar de Maan werd gebruikt) en de Europese Ariane 5, een tweetrapsraket die vooral wordt gebruikt voor het lanceren van satellieten.

## Air-to-orbit
De meeste draagraketten worden verticaal vanaf zeeniveau gelanceerd. Voor lichtere vrachten bestaan echter een aantal raketten die vanonder een vliegtuig worden gelanceerd. Deze vliegtuigen kunnen op een hoogte van zo’n 13 km komen waardoor het dichtste deel van de atmosfeer met de meeste luchtweerstand reeds is overwonnen. Ook geeft het lanceervliegtuig de raket een basissnelheid mee. Bijkomend voordeel is dat het vliegtuig zich in de juiste richting onder de beoogde baan kan positioneren waardoor de raket minder energie kwijt is aan stuurmanoeuvres. De Pegasus van Northrop Grumman Space Systems en LauncherOne van Virgin Orbit zijn bekende air-to-orbit-raketten.

## Herbruikbaarheid van draagraketten
Tot 2015 waren vrijwel alle draagraketten slechts eenmalig te gebruiken. Eerste rakettrappen vielen in zee of op land. Rakettrappen die hogere snelheden halen verbranden grotendeels in de atmosfeer. Sommige upperstages blijven langdurig (soms tot tientallen jaren) in een baan om de aarde cirkelen tot de baan door zonnewind dusdanig is veranderd dat ze terugkeren in de atmosfeer.
Deze “wegwerpraketten” hebben meerdere nadelen. Zo kost een enkele rakettrap vaak al tientallen miljoenen euro’s om te bouwen. Eerste trappen van raketten die vanaf het Kazachse Kosmodroom Bajkonoer of het Chinese Xichang Satellietcentrum, worden gelanceerd vallen neer op het land. In 2017 kwamen mensen om in een bosbrand die door een afgeworpen Sojoez-trap werd veroorzaakt. Ook zijn sommige van die rakettrappen zeer giftig door de restanten van de brandstof hydrazine. Dit levert gevaren voor de natuur en de volksgezondheid op.
Om de hoeveelheid ruimteschroot te beperken maken bovenste rakettrappen na het afstoten van de nuttige lading een de-orbitmanoeuvre waardoor ze terugkeren in de atmosfeer en verbranden. Het komt echter zo nu en dan voor dat onderdelen van een upperstage zoals koolstofvezel tanks niet verbranden, in bewoond gebied neerkomen en schade veroorzaken.
De Amerikaanse Spaceshuttle die van 1981 tot 2011 actief was, was een uitzondering op de “normale” wegwerpraketten. Het was lange tijd het enige grotendeels herbruikbare lanceersysteem. Alleen de externe brandstoftanks bleven in de ruimte achter tot deze bij binnenkomst in de atmosfeer  verbrandden. De Solid-Rocket-Boosters landden aan parachutes in zee en werden geborgen en opgeknapt voor hergebruik. De bemande orbiter was uitgevoerd met een hitteschild en kon zodoende de binnenkomst in de atmosfeer doorstaan om vervolgens als zweefvliegtuig op een landingsbaan te landen. De gedeeltelijke herbruikbaarheid had de spaceshuttle goedkoper moeten maken. Het opknappen van de door zeewater aangetaste vastebrandstof hulprakettern was duur, waardoor dit nauwelijks winst opleverde. Ook het onderhoud van de orbiters was vele malen ingewikkelder, tijdrovender en daardoor duurder dan beoogd. De herbruikbaarheid van de spaceshuttle-onderdelen pakte daardoor niet zo voordelig uit als tevoren was bedacht.
Ook de op de shuttle-boosters gebaseerde eerste trap van de Ares I had herbruikbaar moeten worden. De Ares I werd echter na één testvlucht geannuleerd. Voor het Space Launch System dat de overgebleven spaceshuttle-motoren en -boosters gebruikt heeft NASA overigens niet voor herbruikbaarheid gekozen.
De Russische Energia, een draagraket die onder meer de Boeran (Russisch ruimteveer) in de ruimte moest brengen was ontworpen om volledig herbruikbaar te zijn. De boosters moesten aan stuurbare parachutes op land kunnen landen. De Energia werd echter na twee vluchten (in 1987 en 1988) geannuleerd en herbruikbaarheid werd niet gerealiseerd.
In de jaren 1990 ontwikkelde McDonnell Douglas voor NASA de DC-X, een demonstratievoertuig  voor VTOL-techniek (vertical take-off and landing) oftewel het verticaal laten opstijgen en landen. Met DC-X en de krachtiger DC-XA werd aangetoond dat dit mogelijk was.
Eind 2015 wist Blue Origin de suborbitale draagraket van de New Shepard bij de tweede lancering rechtstandig op vier uitklapbare landingspoten te laten landen. Deze zelfde raket vloog en landde daarna nog 4 maal met succes. De latere New Shepards zijn door enkele verbeteringen veel vaker te hergebruiken.
SpaceX begon in 2012 met de ontwikkelingen in het kader van het rechtstandig laten van eerste trappen van de Falcon 9. Daarvoor hadden ze met weinig succes geëxperimenteerd met een parachutelanding in zee en kwamen ze tot de conclusie dat dit niet de juiste manier was. SpaceX wist in 2012 en 2013 met succes twee testraketten meermaals te laten opstijgen en landen. Deze raketten haalden echter geen hoge snelheden of grote hoogtes. Na enkele mislukte pogingen gelukte het ze in december 2015 (enkele weken na Blue Origin) om een eerste trap van een Falcon 9 naar land terug naar te laten sturen en op Landing Zone 1 te laten landen. Een landing op het dek van een schip op volle zee lukte zo’n vier maanden later ook. In 2017 werden voor het eerst gebruikte Falcon 9-boosters opnieuw gelanceerd. De Falcon 9FT was maar tweemaal te gebruiken door de hitte die bij binnenkomst in de atmosfeer vrijkomt. Een verbeterde Falcon 9, de Falcon 9-Block-5 die vanaf mei 2018 in gebruik genomen werden zijn veelvoudig herbruikbaar en hebben relatief weinig onderhoud nodig. In principe zou de eerste trap van deze raket binnen 48 uur na landing opnieuw gebruiksklaar moeten zijn. Het landen van een Falcon-raket gaat afhankelijk van de beoogde baan wel ten koste van 30 tot 40 procent van de maximale vrachtcapaciteit.
SpaceX maakte ook de neuskegels van de Falcon 9 en Falcon Heavy herbruikbaar. De twee delen dalen aan een stuurbare parachute en landen in zee waarna ze blijven drijven tot ze door een schip uit zee worden gehesen. Ook ontwikkelt SpaceX een volgende generatie volledig herbruikbare draagraketten, genaamd Starship. Drie prototypes hebben in 2019 en 2020 al een korte hoppervlucht met een maximum hoogte van 150 m en een succesvolle landing gemaakt. De vijfde poging tot een landing na een hogere vlucht slaagde in mei 2021. In de toekomst landen ze tussen twee grijparmen die aan de lanceertoren zitten.
Blue Origin heeft inmiddels ook een orbitale heavy-lift-raket, de New Glenn met VTOL-mogelijkheden voor de eerste trap in ontwikkeling.
United Launch Alliance hanteert een andere aanpak. Zij ontwikkelen de Vulcan, een raket waarvan alleen de onderkant met de hoofdmotoren van de eerste trap, die het duurste deel vormen, geborgen en hergebruikt zal worden. Dit deel wordt na gebruik afgekoppeld van de brandstoftanks en door een opblaasbaar hitteschild tegen luchtwrijvingshitte beschermd. Na binnenkomst in de atmosfeer zal deze unit aan een parachute verder afdalen om vervolgens door een helikopter met een haak uit de lucht te worden gepakt.
Boeing was samen met DARPA bezig met de XS-1 Phantom Express, een licht lanceertuig waarvan de eerste trap als een hypersonisch vliegtuig terugkeert en op een landingsbaan landt. De hoofdmotor hiervan (de AR-22) is grotendeels opgebouwd uit oude reserve onderdelen van vroege versies van de RS-25 spaceshuttle motoren. De Phantom Express werd begin 2020 geannuleerd.
Ook het commerciële Chinese ruimtevaartbedrijf LinkSpace is na de successen van SpaceX begonnen met de ontwikkeling van VTOL-raketten. Op 27 maart 2019 werd een succesvolle hoppertest uitgevoerd waarbij een raket na tot een hoogte van enkele honderden meters te zijn opgestegen en weer landde.
En in februari 2019 kondigde ArianeGroup een ontwikkelingsprogramma voor een herbruikbare boostertrap aan.
Het Spaanse bedrijf PLD Space werkt aan een herbruikbare lichte booster die aan een parachute in zee landt.
Rocket Lab heeft aangekondigd de eerste trap van hun Electron herbruikbaar te maken door deze passief te laten afremmen en aan een parachute te laten afdalen. Een helikopter grijpt deze dan uit de lucht en brengt hem naar een schip. Het bedrijf slaagde er eind 2020 al in een booster onbeschadigd aan een parachute in zee te landen.
De ISRO kondigde in oktober 2019 aan ook een herbruikbare raket te ontwikkelen. De booster landt net als een Falcon 9 en de tweede trap is een ruimtevliegtuig dat op een landingsbaan landt.
Opvallend is dat waar de eerste generatie herbruikbare raketten (Falcon, New Glenn, Electron) hij neuskegel nog op de traditionele manier afwerpen, de ontwerpen van een tweede generatie herbruikbare raketten (Starship, Terran R, Neutron) hun neuskegels mee terug naar de aarde brengen. Dit kan door de neuskegel een integraal onderdeel van een herbruikbare bovenste trap te maken, of door de neuskegel op de eerste trap te plaatsen en de tweede trap in de neuskegel te plaatsen.
De komst van herbruikbare draagraketten heeft ertoe geleid dat de USAF de naam van het Evolved Expendable Launch Vehicle-programma in 2019 heeft gewijzigd naar National Security Space Launch-programma aangezien “expendable” voor hen geen criterium meer is.

## Zeer lichte draagraketten
In 2006 lanceerde SpaceX de Falcon 1, een lichte raket die bedoeld was om kleine vrachten in de ruimte af te zetten. Al snel bleek dat er op dat moment nog weinig markt voor lichte draagraketten bestond en in 2009 werd de Falcon 1 buiten gebruik gesteld. Een decennium later bleek SpaceX zijn tijd vooruit te zijn geweest en waren de zogenaamde CubeSats, (mini-satellieten bestaand uit units van 10 x 10 x 10 centimeter) gebruikelijke secundaire vrachten geworden. Daar springen nu diverse bedrijven op in door lichte draagraketten aan te bieden. Dit moet ervoor zorgen dat de bouwers van deze kleine satellieten niet meer afhankelijk zijn van het meeliften met een grote satelliet en de daaraan gekoppelde wachttijd. Rocket Lab wist in januari 2018 als eerste met zijn Electron-raket een lichte vracht in een baan om de aarde te brengen. En ook Virgin Orbit wist in 2021 zijn LauncherOne-raketten in een baan om de aarde te brengen. Astra haalde een baan om de aarde eind 2020 net met hun Rocket 3, maar is daar al heel dicht bij. Na een bankroet en een doorstart is ook Firefly Aerospace weer bezig met de ontwikkeling van hun lichte raket, de Alpha die in het voorjaar van 2021 moet debuteren. Deze is echter een stuk krachtiger dan hun eerdere ontwerp en gericht op vrachten tot 1000 kilogram. Ook bedrijven als Relativity Space, Vector Launch, Gilmour Space, PLD Space,  Rocket Factory Augsburg, Orbex en Skyrora werken aan lichte lanceertuigen.
Ook ESA bekijkt en subsidieert anno 2018 een aantal conceptontwerpen van Europese ruimtevaartfabrikanten voor zeer lichte draagraketten. Wel is er een grote kans dat met zoveel startups de markt verzadigd raakt en een aantal bedrijven niet tot commercieel succes zal komen.